# Маттіас Сванберг
Маттіас Олоф Сванберг (швед. Mattias Olof Svanberg, нар. 5 січня 1999, Мальме, Швеція) — шведський футболіст, фланговий півзахисник німецького «Вольфсбурга» та національної збірної Швеції.

## Ігрова кар'єра

### Клубна
Маттіас Сванберг народився у місті Мальме. Він є вихованцем клубу «Бункефлу». З 2013 року Маттіас знаходиться в структурі клубу «Мальме», де починав грати за молодіжні команди. З 2015 року футболіста починають долучати до тренувань з першою командою клубу. У березні 2016 року Сванберг підписав з «Мальме» свій перший контракт, дія якого розрахована на чотири роки. І у травні того року Сванберг дебютував у матчах Аллсвенскан, в першому ж матчі відзначившись гольовою передачею.
Влітку 2018 року Сванберг перейшов до складу італійської «Болоньї». Сума трансферу склала 5 млн євро.
У липні 2022 року підписав контракт на 5 років з клубом «Вольфсбург».

### Збірна
У 2016 році Маттіас Сванберг брав участь у Юнацькому чемпіонаті Європи (U-17), що проходив на полях Азербайджану. У листопаді 2018 року Сванберг дебютував у національній збірній Швеції, вийшовши на поле у матчі відбору до Євро-2020 проти збірної Фарер.

## Статистика виступів

### Статистика виступів за збірну
Станом на 9 червня 2022 року
| Дата       | Місто     | Господарі | Результат  | Гості             | Турнір                               | Голи | Примітки |
| ---------- | --------- | --------- | ---------- | ----------------- | ------------------------------------ | ---- | -------- |
| 18-11-2019 | Стокгольм | Швеція    | 3 – 0      | Фарерські острови | Відбір до ЧЄ 2020                    | 1    | 45'      |
| 8-9-2020   | Стокгольм | Швеція    | 0 – 2      | Португалія        | Ліга націй УЄФА 2020-2021 - 1-й етап | -    | 79'      |
| 8-10-2020  | Москва    | Росія     | 1 – 2      | Швеція            | товариський матч                     | -    |          |
| 11-11-2020 | Бреннбю   | Данія     | 2 – 0      | Швеція            | товариський матч                     | -    | 76'      |
| 25-3-2021  | Стокгольм | Швеція    | 1 – 0      | Грузія            | Відбір до ЧС 2022                    | -    | 73'      |
| 28-3-2021  | Приштина  | Косово    | 0 – 3      | Швеція            | Відбір до ЧС 2022                    | -    | 90'      |
| 31-3-2021  | Стокгольм | Швеція    | 1 – 0      | Естонія           | товариський матч                     | -    | 80'      |
| 29-5-2021  | Стокгольм | Швеція    | 2 – 0      | Фінляндія         | товариський матч                     | -    | 77'      |
| 5-6-2021   | Стокгольм | Швеція    | 3 – 1      | Вірменія          | товариський матч                     | -    | 70'      |
| 2-9-2021   | Стокгольм | Швеція    | 2 – 1      | Іспанія           | Відбір до ЧС 2022                    | -    | 90+4'    |
| 5-9-2021   | Стокгольм | Швеція    | 2 – 1      | Узбекистан        | товариський матч                     | -    | 62'      |
| 8-9-2021   | Афіни     | Греція    | 2 – 1      | Швеція            | Відбір до ЧС 2022                    | -    | 66'      |
| 9-10-2021  | Стокгольм | Швеція    | 3 – 0      | Косово            | Відбір до ЧС 2022                    | -    | 85'      |
| 12-10-2021 | Стокгольм | Швеція    | 2 – 0      | Греція            | Відбір до ЧС 2022                    | -    | 81' 90'  |
| 11-11-2021 | Батумі    | Грузія    | 2 – 0      | Швеція            | Відбір до ЧС 2022                    | -    | 78'      |
| 14-11-2021 | Севілья   | Іспанія   | 1 – 0      | Швеція            | Відбір до ЧС 2022                    | -    | 63'      |
| 24-3-2022  | Стокгольм | Швеція    | 1 – 0 д.ч. | Чехія             | Відбір до ЧС 2022                    | -    | 72'      |
| 29-3-2022  | Хожув     | Польща    | 2 – 0      | Швеція            | Відбір до ЧС 2022                    | -    | 67'      |
| 2-6-2022   | Любляна   | Словенія  | 0 – 2      | Швеція            | Ліга націй УЄФА 2022-2023 - 1-й етап | -    | 64'      |
| 5-6-2022   | Стокгольм | Швеція    | 1 – 2      | Норвегія          | Ліга націй УЄФА 2022-2023 - 1-й етап | -    | 45'      |
| 9-6-2022   | Стокгольм | Швеція    | 0 – 1      | Сербія            | Ліга націй УЄФА 2022-2023 - 1-й етап | -    | 34'      |
| Усього     |           | Матчів    | 21         |                   | Голів                                | 1    |          |

## Титули і досягнення
- Чемпіон Швеції (2):

«Мальме»: 2016, 2017

## Особисте життя
Маттіас є сином колишнього професійного хокеїста Бу Сванберга.